# 油脂瀉下
油脂瀉下（ゆししゃげ、Keriorrhea）は、バラムツやアブラソコムツ等に大量に含まれるワックスエステルを消化できなかった結果生じる、脂肪分の多い橙色の排泄物を伴う下痢である。